# Budynek przy ul. Tymona Niesiołowskiego 20 w Toruniu
Budynek przy ul. Tymona Niesiołowskiego 20 w Toruniu – budynek mieszkalny znajdujący się przy ul. Tymona Niesiołowskiego w Toruniu. Na przełomie lat 80. i 90. budynek należał do Zespołu Szkół Muzycznych im. Karola Szymanowskiego. Od 1 listopada 2007 roku budynek należy do Środowiskowego Domu Samopomocy przy Toruńskim Stowarzyszeniu „Współpraca”. Budynek figuruje w gminnej ewidencji zabytków (nr 2192).